# Dicranophorus sebastus
Dicranophorus sebastus är en hjuldjursart som beskrevs av Harry K. Harring och Myers 1928. Dicranophorus sebastus ingår i släktet Dicranophorus och familjen Dicranophoridae. Inga underarter finns listade i Catalogue of Life.